# Alpinia albipurpurea
Alpinia albipurpurea är en enhjärtbladig växtart som först beskrevs av Pieter van Royen, och fick sitt nu gällande namn av Rosemary Margaret Smith. Alpinia albipurpurea ingår i släktet Alpinia och familjen Zingiberaceae.
Artens utbredningsområde är Papua Nya Guinea. Inga underarter finns listade i Catalogue of Life.